# Prepona paraensis
Prepona paraensis är en fjärilsart som beskrevs av Le Moult 1932. Prepona paraensis ingår i släktet Prepona och familjen praktfjärilar. Inga underarter finns listade i Catalogue of Life.